# Сім сестер (фільм)
«Сім сестер» (англ. «What Happened to Monday?» — дослівний переклад «Що трапилося з Понеділком?») — фантастичний антиутопічний трилер норвезького режисера Томмі Віркола, спільного виробництва Великої Британії, США, Франції та Бельгії.

## Сюжет
В майбутньому на перенаселеній людьми Землі через брак продовольства уряд забороняє сім'ям мати більше однієї дитини. Але закони природи зіграли злий жарт з однією сім'єю. У них народилося сім дівчаток-близнят. Їм дали імена по днях тижня. Дівчинка на ім'я Понеділок виходила з дому тільки щопонеділка, а Середа щосереди. Для суспільства їх усіх звали Карен Сеттман (Нумі Рапас). Попри суворі порядки в суспільстві, вже дорослим дівчатам вдавалося тримати в таємниці своє існування. Так тривало до тих пір, поки Понеділок не зникла. Вийти їй на допомогу, а значить розкрити головну таємницю свого життя, ніхто не має права.

## У ролях
- Нумі Рапас — в ролі всіх семи сестер, які уособлюють Карен Сетман;
- Гленн Клоуз — Ніколет Кейман, голова Бюро з розміщення дітей;
- Віллем Дефо — Теренс Сетман, дідусь сестер;
- Марван Кензарі — Адріан Ноулз;
- Крістіан Рубек — голова служби безпеки;
- Пол Сверре Гаґен — Джеррі;
- Роберт Вагнер — Чарльз Беннінг;

## Критика
Фільм отримав загалом схвальні відгуки: Rotten Tomatoes дав оцінку 58 % на основі 36 відгуків від критиків (середня оцінка 5,81/10), оцінка стрічки від глядачів на сайті Rotten Tomatoes — 67 % із середньою оцінкою 3,64/5 (3037 голосів).